# Neue Deutsche Burschenschaft
Die Neue Deutsche Burschenschaft e. V. (kurz NeueDB oder NDB) ist ein Verband von Burschenschaften in Deutschland. Sie wurde 1996 von acht Verbindungen, darunter sieben ehemalige Mitgliedsbünde der Deutschen Burschenschaft (DB), in Hannover auf dem Verbindungshaus der Hannoverschen Burschenschaft Alt-Germania gegründet. 2018 umfasst die NeueDB acht Burschenschaften an acht Hochschulorten in der Bundesrepublik Deutschland. Sitz des Verbandes ist Berlin. Der Wahlspruch des Verbandes lautet „Freiheit – Ehre – Vaterland“ (anstelle des „Ehre – Freiheit  – Vaterland“ der Deutschen Burschenschaft).

## Geschichte
Gründungsmitglieder der NeuenDB waren 1996 die Burschenschaften Alt-Germania Hannover  (gegründet 1874), Arminia Marburg (1860), Bubenreuther Erlangen (1817), Brunsviga Göttingen (1848), Ulmia Stuttgart (1881), Teutonia Hannover (1884), Obotritia Berlin (1886) und Markomannia Kaiserslautern (1920).
Der Gründung der NeuenDB vorausgegangen war ein Streit der in der Deutschen Burschenschaft organisierten Studentenverbindungen, bei dem es u. a. um die Frage der Pflichtmensur, die Aufnahme von Studenten anderer Staatsangehörigkeiten, die Begrenzung der Verbandsmitgliedschaft auf das bundesdeutsche Staatsgebiet oder auf den deutschen Kulturraum und die Aufnahme von  Kriegsdienstverweigerern ging. In fast allen Punkten vertraten die Burschenschaften der späteren NeuenDB konträre Positionen zu ihren ehemaligen Verbandsbrüdern. So lehnten die Burschenschaften der jetzigen NeuenDB eine mögliche Wiedereinführung der Pflichtmensur ebenso ab wie den „volkstumsbezogenen Vaterlandsbegriff“ der DB.
Da keine Einigung untereinander erzielt werden konnte, trat ein Teil der Burschenschaften aus der DB aus und gründete daraufhin einen neuen Verband.
Die NeueDB ist Mitglied im Convent Deutscher Korporationsverbände.
Bislang waren 24 Burschenschaften zumindest zeitweilig Mitglieder der NeuenDB (bis zu 23 gleichzeitig), von denen die Mehrheit den Verband seit 2011 wieder verließ. Derzeit sind 8 Burschenschaften in der NeuenDB vereint.

## Mitgliedsbünde
(Quelle:)
- Danziger Burschenschaft Alemannia zu Aachen[4]
- Burschenschaft der Bubenreuther Erlangen
- Burschenschaft Brunsviga Göttingen
- Hannoversche Burschenschaft Teutonia[5]
- Burschenschaft Markomannia Kaiserslautern[6]
- Burschenschaft Berolina Mittweida zu Lübeck[7]
- Burschenschaft Arminia Marburg
- Burschenschaft Ulmia Stuttgart[8]

## Bünde im Freundeskreis
- DStV Chamavia zu Oldenburg

## Ehemalige Mitgliedsbünde
- Karlsruher Burschenschaft Teutonia, ausgetreten SS 2011
- Karlsruher Burschenschaft Arminia, ausgetreten SS 2013
- Leipziger Burschenschaft Suevia zu Köln, fusioniert mit Kölner Burschenschaft Wartburg
- Burschenschaft Arminia Stuttgart, ausgetreten zum 31. Dezember 2013
- Burschenschaft Frankonia Gießen, ausgetreten SS 2014
- Darmstädter Burschenschaft Frisia, ausgetreten SS 2014
- Burschenschaft Rheno-Palatia Augsburg
- Karlsruher Burschenschaft Tulla, ausgetreten zum 31. Dezember 2014
- Burschenschaft Rheno-Markomannia Darmstadt
- Burschenschaft Roter Löwe Leipzig
- Hannoversche Burschenschaft Alt-Germania, ausgetreten WS 2016/2017
- Burschenschaft Alemannia Marburg, ausgetreten im SS 2017
- Burschenschaft Franconia Freiburg, ausgetreten im SS 2017
- Darmstädter Burschenschaft Rugia, ausgetreten im SS 2017
- Berliner Burschenschaft Obotritia[9], ausgetreten im SS 2018
- Burschenschaft Alemannia Bonn, ausgetreten WS 2018/19